# Tour de Suisse 1933

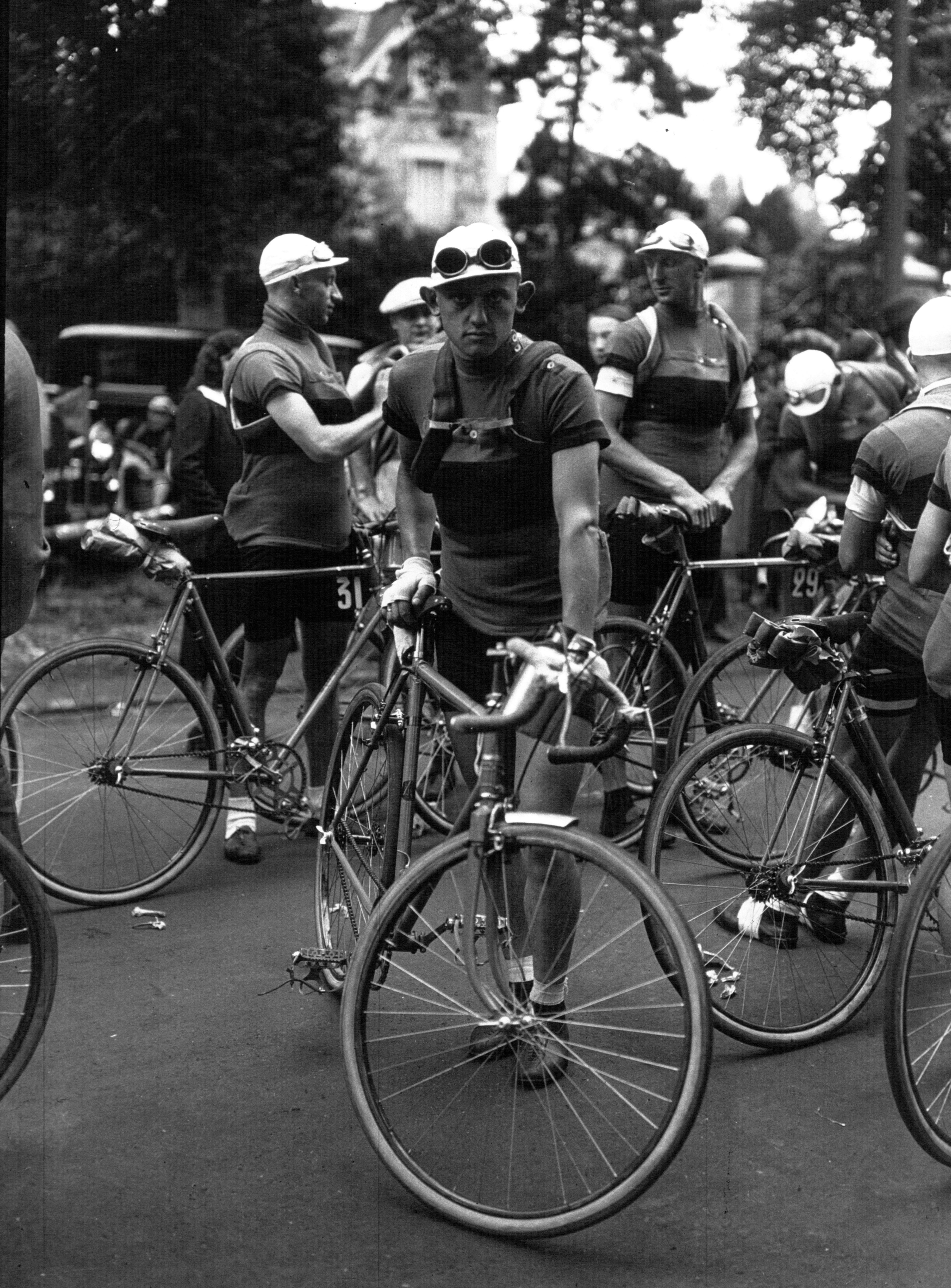
Max Bulla (hier bei der Tour de France 1932) war der Gewinner der ersten Tour de Suisse.

Die 1. Tour de Suisse fand vom 28. August bis 2. September 1933 statt. Sie wurde in fünf Etappen über eine Distanz von 1253 Kilometern ausgetragen.
Gesamtsieger wurde der Österreicher Max Bulla. Bulla, der damals erfolgreichste Radrennfahrer seines Landes, war nach Starts in Belgien und Frankreich erst eine Stunde vor Rennbeginn mit dem Nachtzug in Zürich eingetroffen. Die Rundfahrt startete in Zürich mit 60 Fahrern aus zehn Ländern, von denen 45 Fahrer am letzten Tag – ebenfalls in Zürich – ins Ziel kamen. Besonders viele Ausfälle gab es auf der zweiten Etappe von Davos nach Luzern, auf der etwa der Sieger der ersten Etappe, Luigi Macchi, vier Kilometer vor dem Ziel entkräftet vom Rad steigen musste. Charles Antenen, einer der stärksten Schweizer, wurde von einem Auto angefahren und musste lange auf ein Ersatzrad warten, um dennoch weiterfahren zu können. Neben der Einzelwertung wurde auch eine Mannschaftswertung ausgefahren.
Nach Schätzungen standen rund 500.000 Zuschauer am Straßenrand.

## Etappen
| Etappe    | Tag          | Start – Ziel   | km  | Etappensieger    | Gesamtwertung |
| --------- | ------------ | -------------- | --- | ---------------- | ------------- |
| 1. Etappe | 28. August   | Zürich – Davos | 228 | Luigi Macchi     | Luigi Macchi  |
| 2. Etappe | 29. August   | Davos – Luzern | 240 | Max Bulla        | Max Bulla     |
| 3. Etappe | 30. August   | Luzern – Genf  | 300 | Max Bulla        | Max Bulla     |
| 4. Etappe | 31. August   | Genf – Basel   | 259 | Gaspard Rinaldi  | Max Bulla     |
| 5. Etappe | 1. September | Basel – Zürich | 226 | Karl Altenburger | Max Bulla     |